# Acacia sphaerostachya
Acacia sphaerostachya är en ärtväxtart som beskrevs av Ernst Georg Pritzel. Acacia sphaerostachya ingår i släktet akacior, och familjen ärtväxter. Utöver nominatformen finns också underarten A. s. angustior.